# Калифорнийская морская свинья
Калифорнийская морская свинья (лат. Phocoena sinus) — вид морских китообразных млекопитающих из семейства морских свиней. Редкий вид, эндемичный для северной части Калифорнийского залива. По последним оценкам ученых, представителей этого вида осталось менее 10 особей.

## Описание

Размер калифорнийской морской свиньи по сравнению с человеком.

Форма тела животного характерна для всех морских свиней. Это коренастое животное, при взгляде сбоку плавники образуют отдалённое подобие звезды. Калифорнийская морская свинья — самая мелкая из морских свиней. Она вырастает только до 150 см, её вес может достигать 50 кг. Вокруг глаз — большие чёрные «линзы», губы и кожа вокруг рта тоже чёрные. Верхняя сторона тела от серой до тёмно-серой. Брюхо беловатое или светло-серое, граница между тёмной спиной и светлым брюхом размыта. Ласты относительно крупнее, чем у других морских свиней, спинной плавник тоньше чем у других родственных видов, и более серповидный по форме. Череп меньше, а рострум короче и шире, чем у других видов рода.

## Среда обитания
Вакита живёт в мелководных лагунах с тёмной водой, расположенных вдоль береговой линии. В водах глубиной более 30 метров встречается редко. Может выживать в лагунах, настолько мелких, что её спина высовывается из воды. В местах обитания вакиты вода активно перемешивается приливами и отливами, здесь активно действуют конвекционные процессы, высока первичная и вторичная биологическая продуктивность.

## Поведение
Калифорнийскую морскую свинью редко можно наблюдать в природе. На основании имеющихся немногочисленных наблюдений считается, что она неторопливо плавает и кормится. Калифорнийская морская свинья неуловима, она избегает любых лодок или иных плавсредств. Выныривая на поверхность за воздухом, она совершает медленное движение вперёд и вокруг горизонтальной оси, только слегка тревожа при этом водную поверхность, а потом сразу же исчезает, часто надолго. Она не создаёт при выдохе чёткого фонтана, но, как и обыкновенная морская свинья (Phocoena phocoena), производит громкий резкий пыхтящий звук.

## Питание
Все 17 видов рыб, обнаруживаемые в желудках этих морских свиней, относятся к донным видам, населяющим относительно мелкие воды в северной части Калифорнийского залива. Очевидно, калифорнийская морская свинья поедает все мелкие виды рыбы и кальмаров, живущие в местах её обитания.

## Стадное поведение
Как и другие морские свиньи, калифорнийская морская свинья встречается поодиночке или в небольших группах в 1—3 особи. Иногда численность стада может достигать 8—10 особей.

## Размножение
Очевидно, калифорнийская морская свинья чаще всего рождает детёнышей весной. Беременность, вероятно, составляет 10—11 месяцев. Максимальная зафиксированная продолжительность жизни — 21 год.

## Охрана вида
На калифорнийскую морскую свинью никогда не охотились. Фактически, существование этого вида было подтверждено только в 1985 году в ходе специального исследования. Тем не менее известно, что популяция калифорнийской морской свиньи сокращается. Основная угроза этому виду — прилов в сетях, выставленных на тотоабу, эндемичную для Калифорнийского залива и, наряду с калифорнийской морской свиньёй, находящуюся под угрозой исчезновения рыбу. Комитет восстановления численности калифорнийской морской свиньи (англ. «Committee for the Recovery of the Vaquita» или «CIRVA») в 2000 году сделал заключение, что в год в сетях погибает от 39 до 84 особей этого вида. Как в документах Международного союза охраны природы, так и в Конвенции о Международной Торговле Находящимися в Опасности Видами Растений и Животных калифорнийская морская свинья указывается среди видов, наиболее близких к вымиранию. Чтобы предотвратить вымирание этого вида, правительство Мексики создало заповедник, включающий в себя северную часть Калифорнийского залива и дельту реки Колорадо. CIRVA рекомендует расширить этот заповедник в южном направлении так, чтобы он включил в себя весь известный учёным ареал калифорнийской морской свиньи, а также полностью запретить присутствие на территории заповедника рыболовецких траулеров. Даже если свести к нулю число особей калифорнийской морской свиньи, погибающих в рыболовных сетях, определённые опасения всё равно останутся. Использование хлорсодержащих пестицидов, сократившийся в результате забора воды на ирригацию сток реки Колорадо и пагубное влияние близкородственного скрещивания могут также причинить ущерб популяции.
Калифорнийская морская свинья — один из 100 самых эволюционно уникальных и находящихся в опасности видов. Эволюционная уникальность предполагает, что у этого вида нет близких родственников, откуда вытекает важность его охраны.
28 октября 2008 Канада, Мексика и США на основании полномочий, предоставленных природоохранной организацией в рамках NAFTA, а также Комиссией по Сотрудничеству в Природоохранной Сфере, приняли Общесевероамериканский План по Охране (англ. «North American Conservation Action Plan» или «NACAP») калифорнийской морской свиньи. Этот план представляет собой стратегию поддержки действий Мексики в восстановлении численности вида, признанного одним из наиболее редких морских млекопитающих. Закон США «О Находящихся в Опасности Видах» (англ. «Endangered Species Act») включает калифорнийскую морскую свинью в список исчезающих видов.